# Viola crassiuscula
La violeta de Sierra Nevada (Viola crassiuscula) es una especie de violeta. Es un endemismo de Sierra Nevada (España), que vive en pedregales sueltos o cascajales, cespitosa de raíz simple con numerosos tallos con flores irregulares de color violeta, rosado o blanco, y hojas alternas. Habita por encima de los 2500 metros de altitud. Está catalogada como especie rara.